# Paraptilotus senecionis
Paraptilotus senecionis är en tvåvingeart som beskrevs av Richards 1957. Paraptilotus senecionis ingår i släktet Paraptilotus och familjen hoppflugor.
Artens utbredningsområde är Kenya. Inga underarter finns listade i Catalogue of Life.